# Michelangelo Carmeli
Michelangelo Carmeli, al secolo Zeno Carmeli (Montegaldella, 27 settembre 1706 – Padova, 15 dicembre 1766), è stato un filologo italiano della Repubblica di Venezia.

## Biografia
Al secolo Zeno, cambiò il nome quando entrò nell'Ordine dei minori osservanti. Studiò a Verona e a Padova e Roma dove approfondì greco ed ebraico.  Nel 1739, fu nominato lettore in sacra teologia presso il Convento di San Francesco Grande di Padova e in seguito nel 1744 divenne docente di lingue orientali presso l'Università di Padova, quando la cattedra fu istituita per decreto del Senato veneto. Si applicò alla Bibbia ma anche ai classici, pubblicando a partire dal 1743 la traduzione delle Tragedie di Euripide, e in seguito altre opere erudite tra cui la Storia di vari costumi sacri e profani degli antichi sino a noi pervenuti (Padova 1750); si applicò anche allo studio della patristica, della commedia greca antica e di Omero sempre con attenzione filologica ed erudita. Nel 1759 divenne accademico dell'Accademia della Crusca.
Rimanendo parte della comunità dei Frati Minori di San Francesco Grande di Padova, a lui si deve la completa rifondazione e riordinamento della Biblioteca di tale convento, nota per questo anche come Biblioteca Carmeli. La sua scelta di porre tale biblioteca, nel 1762, sotto la tutela dei Riformatori allo Studio fece si che alla sua morte essa venisse aperta al pubblico. Inoltre, grazie al servizio garantito a tutta la cittadinanza, alla caduta della Repubblica nel 1797, venne considerata come una sorta di succursale dell’Universitaria. A causa di ciò parte della collezione fu aggregata a quest'ultima e, pertanto, il patrimonio librario subì minore dispersione rispetto a quella a cui andò incontro la maggior parte delle biblioteche appartenenti ad istituzioni religiose.